# Emmanuel Donzella
Emmanuel Donzella, né à Ajaccio en 1968, est un humoriste, chanteur et acteur français.

## Biographie
Emmanuel Donzella fait sa scolarité au Lycée Berthollet à Annecy. Il y rencontre Karine Lyachenko, avec qui il se promet de « monter à Paris ». Il découvre le théâtre, la musique, commence à écrire des chansons et lance un groupe de musique imprégné de bossa nova. Après son service militaire, il suit les cours du conservatoire de théâtre d'Annecy puis intègre le Cours Florent à Paris.

## Carrière
À partir de 1989, il monte régulièrement sur les planches : à Chambéry, il joue dans L'Arlésienne de Georges Bizet, à Annecy dans une adaptation de Frankenstein de Mary Shelley, et à Paris, dans Jacques et son maitre de Milan Kundera, ou encore dans L'éléphant s'enferme dans la salle de bain de Gilles Dyreck et Philippe Vieux. Il participe au Festival d'expression artistique libre et désordonné (FEALD) au Café de la Gare et au Théâtre Trévise, chaque dimanche soir pendant cinq ans.
À partir de 1992, il fait des apparitions dans des émissions de télévision ou des séries : dans La classe sur France 3,  dans Thé ou café sur France 2, ou encore dans Caméra café sur M6.
À partir de 1995, il joue au cinéma : L'Âme-sœur de Jean-Marie Bigard et Copains comme cochons d'Alexandre Zanetti.
En 1996, il crée avec Karine Lyachenko une pièce humoristique et musicale, Collier de nouilles, qui tourne pendant dix ans sur un grand nombre de scènes francophones.
En 2000, Emmanuel Donzella rencontre Pascal Obispo, qui lui propose de faire ses premières parties à Paris puis en tournée avec le spectacle « Soledad » pendant l’été 2001. Ce dernier n'est pas avare de compliments : pour Obispo, Donzella est « un chansonnier dans la lignée de Gainsbourg ou Salvador ». En 2002 Emmanuel Donzella sort un album, réalisé par Jacques Ehrhart et Pascal Obispo. Il fait la première partie de Zazie et d'Élie Semoun. En 2006, il sort un deuxième album, Bandits de grands sentiments, où Henri Salvador y interprète à ses côtés la chanson « L’éboueur de Saint-Tropez ».

## Théâtre

### Acteur
- 2018-2020 : Dîner de famille, de Pascal Rocher & J. Gallet (m.-e.-s. : Pascal Rocher). Production : Café de la gare, Paris / Tournée
- 2015-2018 : Les Darons (m.-e.-s. : Luc Sonzoni & Michèle Bernier). Production : Le Splendide et le Café de la gare, Paris / tournée
- 2012-2015 : La Maîtresse en maillot de bain, de Fabienne Galula (m.-e.-s. : Jean-Philippe Azéma). Production : Théâtre Michel et Cafe de la gare - Paris / Tournée
- 2011-2012 : La Symphonie des faux-culs, d'Olivier Lejeune (m.-e.-s. : Olivier Lejeune). Production : Tournée France, Suisse et Belgique
- 2011 : Mes chers amis, d'Inan Çiçek et Guillaume Labbé (m.-e.-s. : Thierry Lavat). Production : Comédie Bastille, Paris
- 2008-2013 : La Bombe, de Carole Greep (m.-e.-s. : Rodolphe Sand). Production : Le temple, Paris / Tournée
- 1999 : Les voilà, les voilà (m.-e.-s. : Jean-Luc Trotignon). Production : Théâtre du Gymnase, Paris
- 1997-2002 : Le FIELD. Théâtre Trévise, Paris
- 1998 : Collier de nouilles 2, d'Emmanuel Donzella et Karine Lyachenko (m.-e.-s. : Donzella & Lyachenko). Production : Festival "Juste pour rire", Montréal. Tournée mondiale
- 1997 : Quand la Chine téléphonera, de Patricia Levrey (m.-e.-s. : Jean-Jacques Devaux). Production : Comédie Caumartin, Paris. Récipiendaire du Grand prix d'interprétation au Festival de Saint-Gervais.
- 1996 : Collier de nouilles 1, d'Emmanuel Donzella et Karine Lyachenko (m.-e.-s. : Donzella & Lyachenko). — Plusieurs productions à Paris : Point-virgule, Café de la gare, Comédie Caumartin. Récipiendaire du Grand prix du Festival de Tournon, du Prix du public du Festival de Villars, du Grand prix du Festival de Dinard, du Grand Prix "Le pied à l'étrillé" (Philippe Bouvard, France 2)
- 1995 : L'éléphant s'enferme dans la salle de bain…, de Gilles Dyreck et Philippe Vieux (m.-e.-s. : Gilles Dyreck & Philippe Vieux). Production : Théâtre des Blancs-Manteaux, Paris), Gilles
- 1994 : Jacques et son maître, de Milan Kundera (m.-e.-s. : Rolland Lumes – Production : Théâtre de l'Aktéon, Paris), Jacques
- 1990 : Frankenstein, de Mary Shelley (m.-e.-s. : Éric Polmard – Production : Théâtre d'Annecy), Le jeune frère
- 1989 : L'Arlésienne, de G. Bizet (m.-e.-s. : Michele Monaux – Production : Théâtre de Chambéry), L'innocent

### Metteur en scène
- 2016 : Rebelles, de Karine Lyachenko – Paris / Tournée
- 2016 : La Tête ailleurs, de Marlène Noël – Paris / Tournée

## Filmographie

### Cinéma
- 1995 : Sans queue ni tête, de Jean-Henri Meunier : Manu
- 1998 : L'Âme-sœur, de Jean-Marie Bigard : Le flic

### Courts-métrages
- 1990 : Le Planorbe : Le planorbe
- 1999 : Jean-Michel, d'Alexandre Zanetti : le frère
- 2003 : Copain comme cochon, d'Alexandre Zanetti : Sam
- 2004 : Au fond Alice, tu rêves, de Lilian Parodi : Lapin
- 2018 : Le Trait, de Fred Bianconi : Le collaborateur

### Séries télévisées
- 2003 : Caméra Café : Le canari chanteur
- 2009 : SOS mariage, d'Arnaud Legoff : Le chanteur
- 2011 : Détective avenue, d'Arnaud Legoff : Christophe
- 2014 à 2016 : En famille d'Alain Kappauf : Bruno Mageant, le prof de guitare
- 2019 : SOMA, d'Alain Robak : Le père
- Depuis 2022 : Scènes de ménages d'Alain Kappauf : Miguel

### Documentaire
- 2008 : Le monde selon Barbie, de Jérôme Lambert et Philippe Picard : Voix off

### Émissions de télévision
- 1992-1994 : La Classe : Collier de nouilles
- 1998-2000 : Thé ou Café : Rubriques
- 2000 : Fous d'humour : Rubriques
- 2005 : Les Petites Annonces d'Élie : Sketch
- 2009 : Scènes de ménages : Réparateur et ami de José
- 2014-2017 : En famille : Le prof de guitare
- 2014 : La Petite Histoire de France : Marquis
- 2016-2018 : Thé ou Café : Rubrique chantée

### Publicités
- Depuis 2002 : Publicité radio et télé - voix off (par exemple, pour Leclerc « Philippe j’te dérange ? » ou pour Carrefour Market avec Michèle Bernier[5])

## Musique
- 2002 : Donzella (Auteur, compositeur et interprète)
- 2003 : Chansons, d'Élie Semoun (Compositeur)
- 2006 : Révérence, d'Henri Salvador (Auteur)
- 2007 : Bandits de grands sentiments (Auteur, compositeur et interprète)
- 2009 : Tao longe e tao perto, d'Andrea Monteiro (Compositeur) -- Histoire d'amour épistolaire au temps de Myspace, du courrier électronique, et des talents partagés[6]
- 2018 : Des paroles en l'air, d'Élie Semoun (Compositeur et arrangeur)